# Джейк и пиратите от Невърленд
„Джейк и пиратите от Невърленд“ (на английски: Jake and the Never Land Pirates) е американски анимационен мюзикъл и интерактивен сериал за деца в предучилищна възраст, който е излъчен по Disney Junior. Базиран на поредицата „Питър Пан“ на Дисни (който е базиран на известната пиеса от 1904 г. и книга от 1911 г. от британския писател Джеймс Матю Бари), това е първият сериал на Disney Junior след превключването на Playhouse Disney. Озвучаващия състав се състои от Шон Райън Фокс, Меган Ричи, Джейдън Санд, Кори Бъртън, Кирстен Нюландс, Дейвид Аркет, Джеф Бенет, Лорън Хоскинс и Дий Брадли Бейкър.
Главният герой Джейк е озвучен от Колин Форд, след това от Камерън Бойс, Изи е озвучена от Мадисън Петис и Кирстен Нюландс, а Къби е озвучен от Джонатан Морган Хейт. Сериалът е създаден от ветерана на Дисни Бобс Ганауей, чийто проекти включват други сериали на Disney Junior като „Клубът на Мики Маус“, и филми като „Камбанка и тайната на крилете“, „Камбанка и феята пират“ и „Самолети: Спасителен отряд“.
Сериалът започна четвъртия си последен сезон на 14 септември 2015 г., който е озаглавен като „Капитан Джейк и пиратите от Невърленд“. Сериалът се излъчва до 6 ноември 2016 г.

## В България
В България сериалът се излъчва и по локалната версия на Дисни Ченъл под блока Дисни Джуниър през 2012 г. Дублажът е нахсинхронен и записан в Доли Медия Студио и в него участват Георги Тодоров, Георги Стоянов и Стефан Сърчаджиев-Съра.